# باتيرسون (نيويورك)
باتيرسون (بالإنجليزية: Patterson, New York)‏ هي بلدة أمريكية تقع في الولايات المتحدة في نيويورك (ولاية). يقدر عدد سكانها بـ 12,023 نسمة .

## أعلام
- د. مالوري ستيفنز
- ماري ماكان